# Reklama szokująca
Reklama szokująca (ang. Shockvertising, połączenia słów shock – szok oraz advertising – reklama) – reklama z wykorzystaniem motywów powszechnie uważanych za ryzykowne, szokujące, wzbudzające mieszane uczucia. Celem tego typu działań jest zwrócenie uwagi na dany produkt. Zazwyczaj wspiera krótkookresową strategię sprzedaży oraz eksploatuje obszary tematycznie związane z seksem, pornografią, zaskoczeniem, obrzydliwościami, strachem i przemocą na granicy dobrego smaku.

## Rola a cel
Główną rolą reklamy szokującej jest – poprzez kreowanie prowokacji i skandali – niepozostawienie jej odbiorcy wobec niej obojętnym. Reklama taka powoduje wzburzenie, szok, przykuwa uwagę i kusi. Działa krótko, ale bardzo intensywnie i jest najczęściej efektywna. Szokująca reklama niczego poza świadomością produktu nie buduje: szokowaniem można sprzedać produkt, ale nie markę.
Ryzykiem przy stosowaniu tego rodzaju reklamy jest możliwość przekroczenia granicy dobrego smaku, to może grozić utratą reputacji marki. Co dla jednych odbiorców jest prowokujące, dla innych może być odstręczające.
Celem skandalizujących reklam nie jest obrażanie konsumenta. Odwołują się one do jego poczucia humoru i stanowią wyzwanie dla seksualnych, religijnych i moralnych tematów tabu. Specjaliści od reklamy dbają o to, aby za wszelką cenę przyciągnąć uwagę konsumentów, np. bombardując ich utartymi zwrotami lub niekonwencjonalnymi skojarzeniami, jednak przy tym mogą nudzić, szokować lub złościć. Najgorszym efektem reklam jest sytuacja, kiedy odbiorcy pozostają wobec nich obojętni. Jednak odważna reklama wiąże się z ryzykiem odstraszenia klientów, zamiast przyciągnięcia ich. W większości wypadków to ryzyko zostało wkalkulowane w koszty. Wywołanie skandalu jest sposobem na osiągnięcie rozgłosu niewielkim nakładem, np. przy pomocy nielicznych plakatów. Ponadto jeżeli media zaczną mówić o "skandalizującej kampanii", która dodatkowo spotka się z wieloma głosami oburzenia, to zapewnią produktowi bezpłatną reklamę. Zwykły telewizyjny spot kosztowałby znacznie więcej.